# アマナ (植物)
アマナ（甘菜、山慈姑、老鴉弁、学名: Amana edulis）は、単子葉植物ユリ科アマナ属の多年草。チューリップによく似ており、かつてはTulipa edulisとしてチューリップ属に入れられていた。
名前は球根が甘く食用できるところから。別名ムギクワイ（麦慈姑）といい、これは球根の形をクワイになぞらえたもの。調理法もクワイと同様である。

## 特徴
地下には広卵形の球根をもつ。球根は外側に黒っぽい皮がある。10cm位の深さに埋もれており、しかもそれに繋がる茎が細いので、掘り出そうとしても切ってしまうことが多い。葉はこの茎の中程からつくので、地表では根出葉のように見える。葉は2枚、ほぼ同じ大きさのものが向かい合う。線形で長さ10-25cm、幅は5-10mm、中央がくぼんでUの字になっている。色は緑色で裏面はちょっと紫がかり、全体に白い粉を吹いたような感じに見える。
この葉の間から早春に15cm程の花茎を立て、その先端に白い花を一つだけつける。花の少し下には一対の苞があり、小さな葉状で緑色をしている。花被は六個、長さ20-25mm、披針形で先端がやや尖り、白で背面には紫の筋が入る。釣り鐘状に抱えて咲き、上向きかやや斜めに向く。雄蘂は六個で花被より少し短く、葯は黄色い。花の見かけはごく小さなチューリップそのものである。なお、晴れた日には花がよく開くが、曇りの日には閉じてしまう。

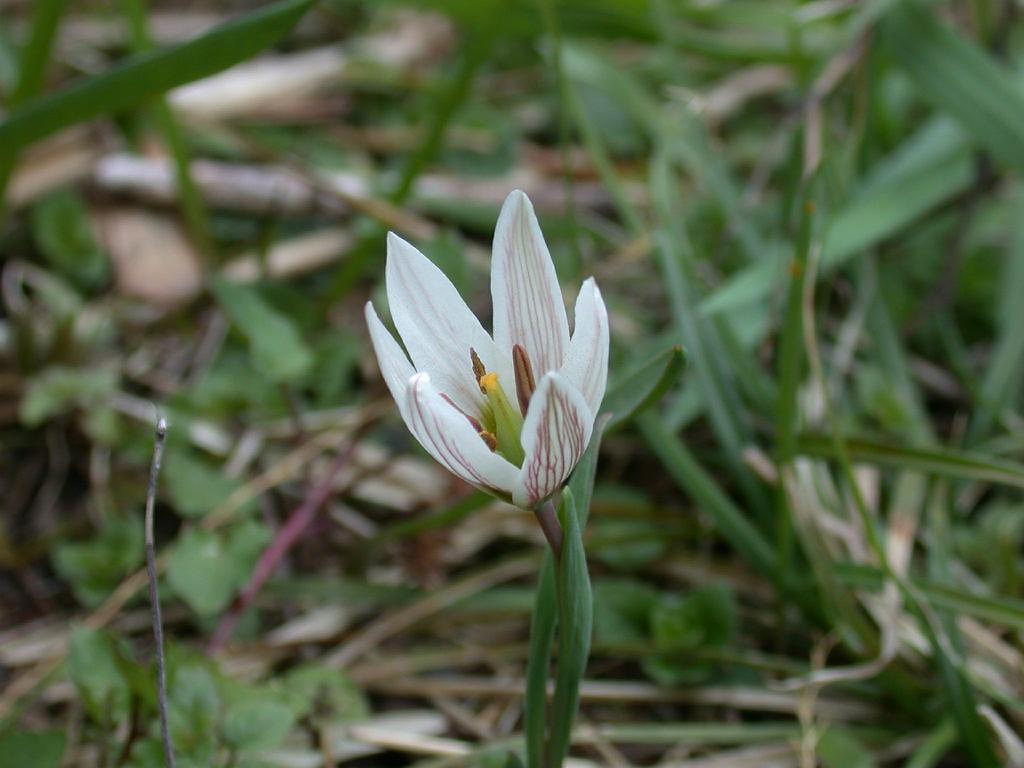
アマナの花

果実は丸くて緑色、長さ10mm。

## 季節
春の花の中でも特に早く咲くもののひとつである。新春に葉を伸ばし、それから花が咲くと、葉は夏頃まで残る。周囲の草丈が高くなると埋もれてしまう。いわゆるスプリング・エフェメラルの型に入る植物である。

## 生育環境など
日向の草地に生える。やや湿ったところに多い。背丈の高い草地には生えないため、実際には春先に草刈りや野焼きの行われるような、里山的環境に見られることが多い。水田の畦や河川の堤防などに生育地が多かったが、現在ではそのような環境は大きく変化しており、見られる場所は少なくなっている。
本州（福島・石川県以西）、四国、九州、奄美大島に分布し、国外では朝鮮、中国東北部から知られている。

## 近縁種など
上記のように、アマナ属はチューリップ属Tulipaに含められたことがある。しかし花茎の途中に苞がある点などが異なり、別属として扱われることが多い。この属には世界に2種あり、日本に両種とも知られる。もう1種であるヒロハノアマナ(A. erythronioides)はアマナに非常によく似ているが、葉は長さがやや短くて幅が広く、葉の中央に白い帯が走る。ただしアマナの葉にもなんとなく白い帯が出ることがある。また、花茎につく苞が2個ではなく3個あるのが普通である。分布は本州の関東から近畿にかけてと四国に限られる。絶滅危惧II類に指定されている。
このほかに、オオアマナ、タイリンオオアマナ、コモチカイソウ（オオアマナ属）チシマアマナ、ホソバノアマナ（チシマアマナ属）やキバナノアマナ、ヒメアマナ（キバナノアマナ属）など、アマナの名をもつ植物がいくつかある。いずれも背が低く、根出状の葉の間から花茎を立てる点でアマナに似ているが、多くは一つの花茎に複数の花をつけるなど、それほどチューリップに似た印象を与えない。なお、属も名前も異なるが、ヒメニラ(Allium monanthum)はその形がアマナに似ている。ただし花は5mmほどしかない。

## 利用
食用にされたこともあるが、現在では利用されない。また、山茲姑（さんじこう）の名で薬用とされることもあるらしい。滋養強壮の効果があるとのこと。ちなみに野菜のフダンソウの別名にもアマナがあり、また、アマドコロのことをアマナということもあるらしい。
小さいながらも可憐な姿は山野草としての鑑賞価値があるが、栽培は易しくない。親株がストロンを伸ばし、離れた場所で新球根が生長するため発芽位置の移動が激しく、花壇などに植える場合には植物の大きさと不釣り合いに広い栽培スペースが必要になる。（狭い場所だと、他の植物の陰に入り込むなどして衰退してしまう。）
鉢植えの場合も、鉢底に新球根が潜り込んでしまったりするので毎年の植え直しが必要になる。球根が小さいため掘りあげた状態で乾燥保存すると枯死するが、植えたままだと状態が確認できないため管理はやや難しい。また、地上部の生育期は春の２ヶ月程度にすぎないが、地下部は秋から新根を伸ばして活動する。そのため地上部が何も無い鉢植えでも灌水や施肥をする必要がある。葉のある時期には十分な日照が必要になるが、日に当たって鉢内の温度が高くなると休眠が早まってしまうジレンマもある。十分な肥料と、地上生育期の十分な日照がないと花付きが悪く、花がついても晴れた日の日中にしか開かない。咲いても色彩的に地味で目立たず、栽培の手間暇に見合うとは言い難い。
これらの特性から、性質自体は弱くはないのだが栽培は一般的に敬遠されている。園芸需要が乏しいので販売流通することも稀である。